# Copa de Ganadores de Copa de la OFC 1987
La Copa de Ganadores de Copa de la OFC 1987 (en inglés: Oceania Cup Winners' Cup) fue la primera y única edición del torneo continental oceánico pensado para ser disputado por los campeones de las respectivas copas a la par del Campeonato de Clubes de Oceanía, que englobaba a los campeones de liga.
Constó de un solo partido disputado en Auckland el 8 de marzo entre el Sydney City de Australia, ganador de la NSL Cup y el North Shore United neozelandés, campeón de la Copa Chatham. Los australianos se llevaron el título ganando el encuentro por 2-0.

## Equipos participantes
| Australia 1 cupo     |  | Sydney City        |  | Campeón NSL Cup 1987      |
| Nueva Zelanda 1 cupo |  | North Shore United |  | Campeón Copa Chatham 1987 |

## Partido
| 8 de marzo de 1987 | North Shore United | 0:2 | Sydney City              | Fuji Film Stadium, Auckland |  |
|                    |                    |     | Saad 29' · McCulloch 39' |                             |  |

| Australia                     |
| Campeón Sydney City 1° Título |